# Lygodactylus manni
Lygodactylus manni este o specie de șopârle din genul Lygodactylus, familia Gekkonidae, descrisă de Arthur Loveridge în anul 1928. Conform Catalogue of Life specia Lygodactylus manni nu are subspecii cunoscute.